# Johann Sebastian Edleber
Johann Sebastian Edleber (auch Johannes Sebastian Edleber und Johann Sebastian Ettleber; * 1708 in Würzburg; † 25. März 1742 ebenda) war ein deutscher Mediziner und Hochschullehrer an der Universität Würzburg.

## Leben
Johann Sebastian Edleber studierte an der Universität Würzburg bei Johann Martin Anastasius Orth (1676–1755), einem Sohn des Würzburger Chirurgen Johann Philipp Orth, Medizin und wurde unter dessen Präsidium 1735 mit der Dissertationsschrift De panacea salutari sive remedio panchresto promoviert. Edleber wirkte in der Folgezeit als Rat des Fürstbischofs von Bamberg und Würzburg sowie ab 1739 als ordentlicher Professor unter Lorenz Anton Dercum am medizinischen Institut im Juliusspital der Universität Würzburg.
Am 13. November 1740 wurde er mit dem akademischen Beinamen Eudemus II. unter der Matrikel-Nr. 507 zum Mitglied der Leopoldina gewählt.

## Schriften
- De panacaea salutari sive remedio panchresto. Medizinische Dissertation, Engmann (Druck), Würzburg 1735 (Digitalisat).